# Piero Taruffi
Pierino 'Piero' Taruffi (Róma, 1906. október 12. – Róma, 1988. január 12.) olasz autóversenyző, volt Formula–1-es pilóta.

## Teljes Formula–1-es eredménysorozata
(Táblázat értelmezése)

(Félkövér: pole-pozícióból indult; dőlt: leggyorsabb kört futott) 

| Év   | Csapat           | 1     | 2       | 3      | 4      | 5      | 6     | 7       | 8      | 9   | Helyezés | Pont |
| ---- | ---------------- | ----- | ------- | ------ | ------ | ------ | ----- | ------- | ------ | --- | -------- | ---- |
| 1950 | Alfa Romeo       | GBR   | MON     | 500    | SUI    | BEL    | FRA   | ITA Ki* |        |     | –        | 0    |
| 1951 | Ferrari          | SUI 2 | 500     | BEL Ki | FRA    | GBR    | GER 5 | ITA 5   | ESP Ki |     | 6.       | 10   |
| 1952 | Ferrari          | SUI 1 | 500     | BEL Ki | FRA 3  | GBR 2  | GER 4 | NED     | ITA 7  |     | 3.       | 22   |
| 1954 | Ferrari          | ARG   | 500     | BEL    | FRA    | GBR    | GER 6 | SUI     | ITA    | ESP | –        | 0    |
| 1955 | Ferrari Mercedes | ARG   | MON 8 † | 500    | BEL NI | NED    | GBR 4 | ITA 2   |        |     | 6.       | 9    |
| 1956 | Maserati Vanwall | ARG   | MON     | 500    | BEL    | FRA Ki | GBR   | GER     | ITA Ki |     | –        | 0    |

* A helyezést Juan Manuel Fangióval közösen érte el.
† A helyezést Paul Frère-vel közösen érte el.

## Külső hivatkozások
- Profilja a grandprix.com honlapon (angolul)
- Profilja a statsf1.com honlapon (angolul)
- Profilja a driverdatabase.com honlapon (angolul)